# قسم سغز أباد الريفي (مقاطعة بوئين زهرا)
قسم سغز أباد الريفي (بالفارسية: دهستان سگزآباد) هي منطقة ريفية تقع في إيران في قسم. يقدر عدد سكانها بـ 5,672 نسمة .